# Tom Vannoppen
Tom Vannoppen (Ham, Limburg, 21 de desembre de 1978) va ser un ciclista belga que fou professional del 2000 al 2007. S'especialitzà en el ciclocròs on aconseguí diverses medalles als Campionats del món.